# John Carlyle Raven
John Carlyle Raven (nascut a Londres el 28 de juny de 1902 i mort a Dumfries, Escòcia, el 10 d'agost de 1970), va ser un psicòleg britànic conegut per les seves contribucions a la psicometria. Va crear especialment la prova matrius progressives de Raven.

## Biografia
Per poder pagar els seus estudis, John Carlyle Raven va treballar com a professor, després com a director en un internat que acollia nens amb discapacitats físiques. Va completar els seus estudis de grau i màster  amb Francis Aveling al King's College de Londres. El seu treball de fi de màster es refereix al treball realitzat en una institució.
Era amic de Charles Spearman, que el va presentar a Lionel Penrose, que buscava un assistent. Penrose estava portant a terme una investigació sobre els orígens genètics i ambientals del retard mental i, en particular, va administrar la prova de Stanford-Binet a pares i germans de nens identificats com a retardats cognitius pel sistema escolar de l'East Anglia.El 1944, se li va demanar a Raven que ocupés el càrrec de director d'investigació psicològica al Crichton Mental Health Hospital de Dumfries. Es va jubilar el 1964. Va morir a casa seva a Dumfries el 1970.

## Matrius Progressives de Raven
Raven es va adonar que l'administració de les proves disponibles era difícil pel context, inclosa la dificultat d'aïllar-se, la presència de persones de l'entorn i el soroll ambiental, tot això que de vegades interferia amb la interpretació dels resultats. Això va fer necessari, segons ell, tenir accés a una prova que es basa en fonaments teòrics sòlids però que és més fàcil d'administrar i les puntuacions de la qual serien més senzilles de calcular.
En conseqüència, va desenvolupar proves corresponents a dos components del factor G que defineixen una aptitud intel·lectual general, segons la teoria de Spearman (1904) : es tracta d'avaluar la capacitat de la persona provada per donar sentit, i la seva capacitat de reproducció. Un es mesura amb les matrius progressives de Raven (RPM) i l'altre mitjançant una prova de vocabulari, publicada posteriorment amb el títol " Prova de vocabulari de Mill Hill » (MHV).
Les Matrius Progressives de Color (CPM), que inclouen 36 ítems, estan destinades més específicament a nens de 5 a 11 anys o a persones amb discapacitat intel·lectual.
Les Matrius Progressives Estàndards (SPM), destinades a adolescents i adults, inclouen seixanta ítems. La primera versió es va publicar l'any 1938. Es va crear una versió que es podria aprovar en menys temps per als militars, amb les preguntes reordenades segons la seva progressiva complexitat.
La difusió de les proves en diversos contextos, especialment lingüístics, es veu facilitada per l'absència de recurs al suport lingüístic.

## Publicacions
- Matrix 1947 : Matrius progressives : Sèries I i II per a estudiants i directius : manual d'instruccions, trad. i calibracions recollides per Anne Ancelin Schützenberger, Issy-les-Moulineaux, Edicions científiques i psicotècniques, 1963
- Matrix 1947 couleur : matrices progressives : séries A, Ab, B impressió en color per a nens i exàmens clínics : Manuel d'instructions, Issy-les-Moulineaux, Éditions scientifiques et psychotechniques, 1966
- Manual de Raven Secció 2, Matrius de color progressius, amb J. H Court i J. Raven, trad. Léa Marcou, París, Éditions et Applications Psychologiques, 1998
- Raven's Handbook Secció 1, Introducció general a les proves de Raven (1995), amb J. Raven i J. H. Breu, trad. Léa Marcou, París, Éditions et Applications Psychologiques, 1998
- Manual de Raven Secció 3, Matrius estàndard progressius (PM 38), amb J. H. curt, i J. Raven, trad. Léa Marcou, París, Éditions et Applications Psychologiques, 1998
- Les advanced progressive matrices, avec J. Raven et J.-H.Court, trad. Francis Van Dam, Paris : ECPA, les Éd. du Centre de psychologie appliquée, 2009.